# Comissari Dupin. Relacions bretones
Comissari Dupin. Relacions bretones (originalment en alemany, Kommissar Dupin – Bretonische Verhältnisse) és una pel·lícula alemanya de 2014. La cinta, de gènere policial, està basada en la novel·la Bretonische Verhältnisse – Ein Fall für Kommissar Dupin de Jean-Luc Bannalec. És el primer dels nou capítols de la sèrie de televisió sobre el comissari Dupin. La pel·lícula es va estrenar el 16 d'abril de 2014 a Múnic. El dia 24 d'abril es va emetre per televisió (ARD). S'ha doblat al català oriental per TV3, que va emetre-la per primer cop el 31 d'octubre de 2021, i al valencià per À Punt.

## Argument
El comissari Dupin és traslladat de París a la localitat bretona de Concarneau, i no està molt content amb el canvi. A la ciutat veïna de Pont-Aven es produeix l'assassinat de Loïc Pennec al llegendari Hotel Central. Al principi tothom és sospitós, el seu fill, el seu germanastre André, la seva dona, i el xef de l'hotel. Quan Dupin visita el metge s'assabenta que l'home assassinat patia una malaltia terminal.

## Repartiment
- Pasquale Aleardi com a Georges Dupin, comissari de policia.
- Jan Georg Schütte com a Kadeg, ajudant del comissari.
- Ludwig Blochberger com a Riwal, ajudant del comissari.
- Annika Blendl com a Nolwenn
- Sibylle Canonica com a Catherine Pennec
- Rüdiger Klink com a Paul Girard
- Walter Kreye cpom a André Pennec
- Gudrun Ritter com a Francine Lajoux
- Ulrike C. Tscharre com a Morgane Cassel
- Michael Prelle com a Loïc Pennec
- Ernst Stötzner com a Frédéric Beauvois
- Heinrich Giskes com el doctor Garreg
- Andreas Windhuis com a Koch
- Johannes Rotter com la guia turística.